# Legitymizm

Sztandar francuskich legitymistów.

Legitymizm (z łac. lex dpn. legis – ustawa) – doktryna polityczna definiowana dwojako:
- wąsko: wiara w nienaruszalność praw dynastii historycznych (przedrewolucyjnych) do tronu[2];
- szeroko: uznawanie prawowitości – a nie siły, popularności czy woli ludu – za podstawę władzy[3][4].

Powstała na początku XIX wieku; według tej koncepcji władza królewska pochodzi od Boga, a nie od ludu. Sformułowana po raz pierwszy w 1814 roku przez Talleyranda, stanowiła nadrzędny cel obrad kongresu wiedeńskiego. W myśl tej doktryny wszyscy monarchowie obaleni przez Rewolucję francuską lub Napoleona mieli powrócić na trony, jako że władcy nie mogą być usunięci przez poddanych. Na mocy tej zasady doszło między innymi do restauracji Burbonów: we Francji, Hiszpanii i Królestwie Obojga Sycylii. 
Legitymizm miał być podstawą porządku Świętego Przymierza.
Istnieje też pojęcie legitymizmu demokratycznego (doktryna Tobara), Carlos R. Tobar.